# Orons giriga händer
Orons giriga händer är en diktsamling av Per Anders Fogelström och utkom i tryck för första gången år 1947. Det var Fogelströms debutverk, som han lyckats få publicerad efter att under flera års tid skickat in noveller och romaner till olika förlag. 

## Innehåll
Orons giriga händer innehåller följande dikter:
I
- Tjuren känner han icke
- Overklig är morgonen
- Rummet som är mitt enda liv
- I eget garn
- Jag är clownen
- Den gamla hästens såriga huvud
- Att fylla alla tomma skal

II
- Vid doras barre
- Allt finns i vagnen det var en gång
- Kring drömmarnas utsträckta ben
- Nöjesfälten om hösten
- Lugnt äter havt
- Stranden i september
- Och du glömmer
- Där våldtar mig min oro

III
- Solen lyser över landets kaos
- Ta en skiva kamrat
- Skoningslöst låter jag stympa
- Präglar utan att kunna finna någon bank
- Frimärkshandlarens efterlämnade maka
- Min vän hade ett leende
- Att äga är att gripa

IV
- Morgon föds i mitt rum
- Nattens är en gammal trasa
- Molnens villebråd flyr med glasklara hånskratt
- Aladdin har smugit in i sitt tysta tempel
- Tre hårt präntade tecken
- Detta meningslösa tidsfördriv
- Men handen drog sig förskräckt undan
- Gallret som var jag
- Varför skulle inte tvivla